# 中國一拖集團
中國一拖集團有限公司（英語：YTO Group Corporation），是中國機械工業集團有限公司旗下公司，成立於1955年，是國家“一五”時期156個重點建設項目之一，是中國生產農業機械的特大型企業。位於河南省洛陽市澗西區。

## 历史

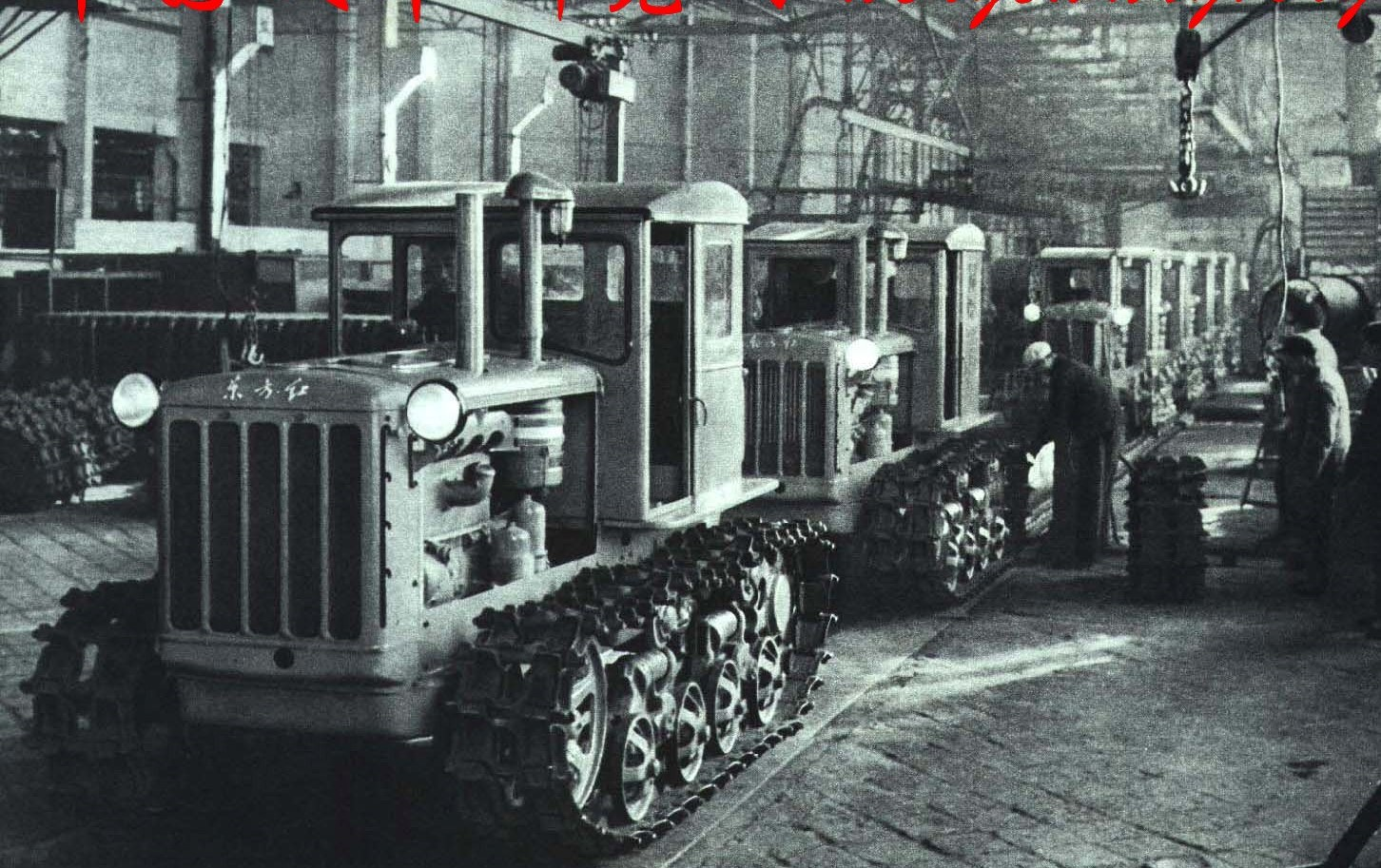
1964年 洛阳拖拉机厂生产的东方红拖拉机

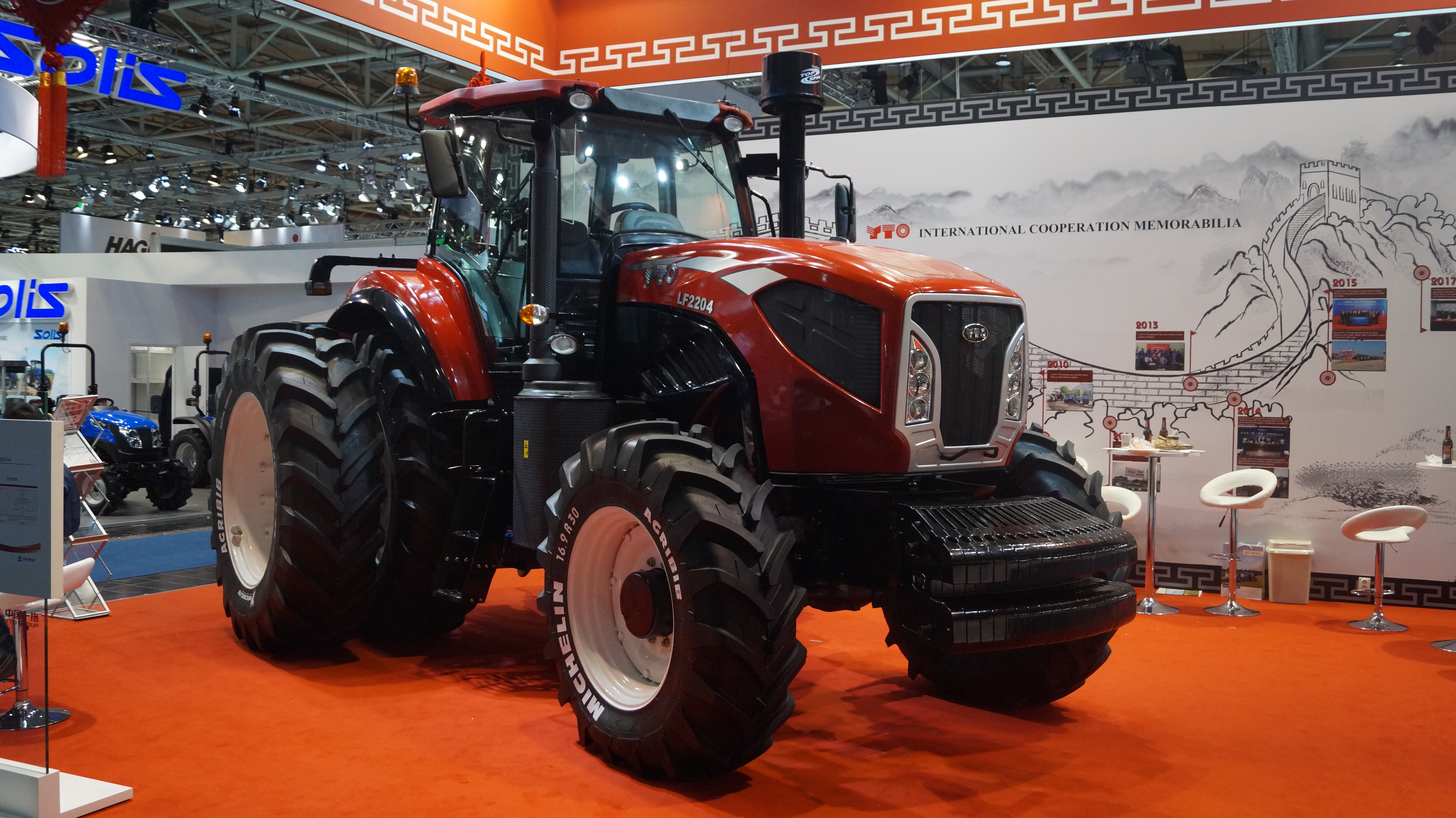
中国一拖LF2204拖拉机，拍摄于2017年汉诺威国际农机展

1955年10月1日建廠奠基，1959年11月1日建成投產。曾用名有東方紅拖拉機廠、洛陽第一拖拉機製造廠、中國第一拖拉機製造廠、中國第一拖拉機集團有限公司等，簡稱一拖、洛陽一拖或中國一拖。曾經生產了中國第一台拖拉機、第一台壓路機、第一輛軍用越野載重汽車，同時還生產叉車、燃油泵、發電機組、煙草機械、壓力容器等6個系列50多種產品。擁有中國馳名商標“東方紅”。公司也涉及工業原油、財務金融等業務。產品除滿足中國各行業需要外，還銷往50多個國家和地區。 ，1997年安排旗下第一拖拉機股份有限公司(0038.HK)在香港交易所主板上市。
現任董事長趙剡水，總部位於河南省洛陽市澗西區 建設路154號。
2008年，經國務院批准，本公司正式併入中國機械工業集團有限公司。